# C'est ma vie
C'est ma vie est une émission de télévision française présentée par Karine Le Marchand et diffusée sur M6 depuis le 13 mars 2010 tous les samedis à partir de 15h05. 
Le samedi 31 janvier 2015, l'émission est revenue. Elle reviendra aussi chaque samedi sur 6ter.

## Principe
Ce magazine de société est consacré à des histoires de famille insolites, mais véritables. Il met l'accent sur les joies, les peines, les déceptions, les plaisirs, etc. de ces vies de famille hors du commun.

## Première saison (2010)
| N° | Date          | Horaire           | Sujet traité                                                  |
| -- | ------------- | ----------------- | ------------------------------------------------------------- |
| 1  | 13 mars 2010  | 13 h 55 - 14 h 55 | « Naissances à risques, enfant malade : la vie à tout prix ». |
| 2  | 13 mars 2010  | 14 h 55 - 15 h 55 | « Mère-fille : la drôle de guerre ».                          |
| 3  | 20 mars 2010  | 13 h 50 - 15 h 5  | « Mamans au bord de la crise de nerfs ».                      |
| 4  | 27 mars 2010  | 13 h 50 - 15 h 5  | « Dans la folie de la passion ».                              |
| 5  | 3 avril 2010  | 13 h 50 - 15 h 5  | « Se marier loin des siens ».                                 |
| 6  | 10 avril 2010 | 13 h 50 - 15 h 5  | « Être une maman comme les autres ».                          |
| 7  | 10 avril 2010 | 15 h 5 - 16 h 10  | « Je ne me sens pas belle ».                                  |
| 8  | 17 avril 2010 | 13 h 50 - 15 h 5  | « Ma maladie, ce monde à part ».                              |
| 9  | 24 avril 2010 | 13 h 50 - 15 h 0  | « Mon enfant a du talent ».                                   |
| 10 | 24 avril 2010 | 15 h 0 - 16 h 5   | « Les régimes de l'extrême ».                                 |
| 11 | 1er mai 2010  | 13 h 50 - 15 h 5  | « Ma famille, une tribu pas comme les autres ».               |
| 12 | 1er mai 2010  | 15 h 5 - 16 h 10  | « Aidez-moi à reprendre ma vie en main ».                     |
| 13 | 8 mai 2010    | 13 h 50 - 15 h 0  | « Croisière : ils préfèrent l'amour en mer ».                 |
| 14 | 15 mai 2010   | 13 h 50 - 15 h 0  | « Ces maladies dont on se moque ».                            |
| 15 | 15 mai 2010   | 15 h 5 - 16 h 10  | « Une femme avec une femme ».                                 |
| 16 | 22 mai 2010   | 13 h 50 - 15 h 0  | « Vacances, j'oublie tout ».                                  |
| 17 | 15 juin 2010  | 0 h 20 - 1 h 30   | « Couples en crise ».                                         |

## Deuxième saison (2010 - 2011)
| N° | Date              | Horaire           | Sujet traité                                     |
| -- | ----------------- | ----------------- | ------------------------------------------------ |
| 1  | 11 septembre 2010 | 13 h 45 - 15 h 00 | « Tu seras le meilleur mon fils ! ».             |
| 2  | 18 septembre 2010 | 14 h 50 - 16 h 00 | « Tout changer pour une nouvelle vie ».          |
| 3  | 25 septembre 2010 | 14 h 50 - 16 h 00 | « Leur passion leur fait perdre la raison ».     |
| 4  | 2 octobre 2010    | 14 h 50 - 16 h 00 | « Je ne m'aime pas ».                            |
| 5  | 9 octobre 2010    | 14 h 50 - 16 h 5  | « Tout quitter pour l'amour d'un enfant ».       |
| 6  | 16 octobre 2010   | 14 h 50 - 16 h 00 | « Retour vers le passé ».                        |
| 7  | 23 octobre 2010   | 14 h 50 - 16 h 00 | « Frères et sœurs : une relation à part ».       |
| 8  | 30 octobre 2010   | 14 h 50 - 16 h 00 | « Des mariages pas comme les autres ».           |
| 9  | 30 octobre 2010   | 16 h 00 - 17 h 30 | « Vivre avec un trouble du comportement ».       |
| 10 | 6 novembre 2010   | 13 h 00 - 13 h 40 | « Ma belle-mère quel enfer ! ».                  |
| 11 | 6 novembre 2010   | 14 h 50 - 16 h 00 | « Travail et famille : comment tout concilier ». |
| 12 | 6 novembre 2010   | 16 h 00 - 17 h 30 | « Jamais sans mes animaux ».                     |

## Audimat
La première émission diffusée le 13 mars 2010 de 13 h 55 à 14 h 55 réunit 1,68 million de téléspectateurs pour 13 % de part de marché. La deuxième émission diffusée le même jour de 14 h 55 à 16 h 0 attire l'attention de 1,92 million de téléspectateurs pour 17,6 % de part de marché. M6 décroche ainsi le leadership auprès des ménagères de moins de 50 ans (cible phare pour la publicité) avec 26,2 % d'entre elles. De plus, C'est ma vie permet à M6 de réaliser sa meilleure performance dans cette tranche horaire depuis six ans .
Une semaine plus tard, le 20 mars 2010, la troisième émission réunit 1,1 million de téléspectateurs, soit 8,6 % de part de marché.
Le 25 septembre 2010, le numéro de C'est ma vie diffusé à 14h50 a réuni 1,17 million de téléspectateurs pour 11,9 % de part de marché. Le deuxième numéro de la journée, diffusé lui à 16h10, arrive en tête des audiences toutes chaînes confondues sur sa tranche horaire, avec 1,4 million de téléspectateurs pour 15,3 % de part de marché.